# Eudonia frigida
Eudonia frigida là một loài bướm đêm trong họ Crambidae.